# Cadog Ddoeth
San Cadog (o Cadoc) Ddoeth, in latino Catocus e in inglese Catock cioè il Saggio (500 circa – 580 circa), fu un monaco gallese che divenne abate e poi vescovo. È venerato come santo dalla Chiesa cattolica.
Fu uno dei più grandi santi gallesi e la sua vita si intrecciò, secondo la tradizione, con quella di re Artù. Nel 518 fondò l'abbazia di Llancarfan (di cui fu abate), vicino a Cowbridge, nel Glamorganshire, che divenne famosa come centro di studi. Il prefisso del suo nome significa battaglia. La sua vita fu scritta da Lifris di Llancarfan attorno al 1100 e sebbene sia piena di elementi leggendari, ne presenta comunque alcuni di grande interesse.

## Biografia
Era il primogenito di re Gwynllyw Farfog del Gwynllwg (Galles del sud), fratello di san Petroc, e di Gwladys, figlia di re Brychan del Brycheiniog, che era stata rapita durante un raid, nel quale fu re Artù a fare da paciere. Durante la sua giovinezza fu mandato nel monastero di Caerwent, nel Monmouthshire, per essere educato dal santo irlandese Tathyw. Una volta divenuto adulto si rifiutò di entrare nell'esercito del padre, preferendo diventare un soldato di Cristo. Egli fece molti proseliti nel Galles e in Bretagna. Fondò il famoso monastero di Llancarfan (oggi nel sud del Glamorgan), dove furono educati molti futuri santi. A lui sono attribuite molte altre fondazioni: a Llanspyddid (3 chilometri a ovest di Brecon), chiese nel Dyfed, in Cornovaglia e Bretagna. Attorno al 528, dopo la morte del padre, avrebbe costruito un monastero in pietra in Scozia ai piedi del monte Bannauc (che viene di solito identificato con la collina che si trova a sud-ovest di Stirling nell'area di Bannockburn). Si pensa che il monastero sarebbe sorto là dove oggi si trova la città di San Ninians, 2 chilometri a sud di Stirling. Cadoc andò in pellegrinaggio a Gerusalemme e a Roma e fu molto afflitto dal fatto che il sinodo di Llanddewi Brefi si tenne durante una delle sue assenze. Si trovò coinvolto nel conflitto tra re Artù, re Maelgwn del Gwynedd e reRhain Dremrudd del Brycheiniog. Sembra che abbia vissuto anche da eremita con san Gildas su un'isola nella baia di Morbihan, al largo di Vannes in Bretagna. Ci sono cappelle a lui dedicate a Belz, a Locoal-Mendon nel Morbihan e a Gouesnac'h nel Finistère. Il suo nome è anche la base per una trentina di toponimi bretoni.
Cadog tornò poi nel Galles con molti seguaci irlandesi, tra cui San Finnian. Si stabilirono a Llanspyddid, nel Brycheiniog, dove Cadog aveva appreso il latino dall'italiano Bachan. Mentre si trovavano a Llanspyddid, nel paese scoppiò una carestia, ma Cadog salvò i suoi seguaci dalla fame seguendo un topo, che gli fece scoprire un grande deposito nascosto. Alla fine il nonno materno di Cadog, Brychan del Brycheiniog, gli diede la chiesa a Llanspyddid, dove Cadog lasciò Brachan come abate, mentre lui si recò a Llangadog, nel Dyfed. Qui subì costantemente le angherie di un signore locale di nome Sawyl Penuchel (Sawyl l'Arrogante), che secondo alcuni sarebbe il re esiliato del Pennines meridionale. Un giorno, mentre Cadog si stava occupando dei poveri, Sawyl e i suoi uomini razziarono Llangadog e rubarono tutte le provviste. Cadog ebbe comunque la sua vendetta. I suoi monaci inseguirono la banda di guerrieri di Sawyl e di notte gli tagliarono i capelli, umiliandoli. I razziatori li inseguirono, annegando però in una palude. San Illtud, ufficiale di re Pawl del Penychen, fu convertito al cristianesimo da Cadog.
Ben presto Cadog decise di tornare a Llancarfan, dove trovò il monastero da lui fondato che andava in rovina e i monaci tutti morti o scappati. Finnian e gli altri si diedero da fare per ricostruire il luogo per il loro amico. Nel frattempo Gwynllyw, ormai vecchio, morì e Cadog salì sul trono. Ben presto ereditò anche il Penychen. Il santo non permise alle sue responsabilità secolari di interferire con il suo modo di vivere pio. San Gildas fu nominato abate di Lancarfan per un breve periodo, quando il re decise di viaggiare a nord per diffondere la parola di Cristo. In cambio Gildas chiese all'amico Cadog di fondare un monastero sulla tomba del padre Caw, re dipendente di Cwm Cawlwyd, a Cambuslang. Cadog lo fece con piacere. Tornato a Llancarfan, i due si ritirarono oltre il Canale di Bristol: Cadog all'isola di Barry e Gildas in quella di Flatholm, anche se loro si incontrarono spesso per pregare insieme. Alla fine Gildas si recò a Glastonbury e Cadog, con alcuni seguaci, sembra essersi recato in Bretagna, forse per sfuggire a un'epidemia scoppiata nel Galles.
Cadog visitò sua zia, Santa Keyne, a Mont-Saint-Michel, dove fondò una cappella ad Harlyn, vicino a Padstow. In Bretagna si stabilì sull'isola oggi detta di Saint-Cado, di fronte a Belz. Mentre era assente, nel Galles si tenne il sinodo di Llandewi Brefi, durante cui San David fu nominato arcivescovo del Galles. Cadog si infuriò e da quel momento in poi i rapporti con i monaci del Dyfed si inasprirono. Durante il suo soggiorno in Europa, Cadog andò in pellegrinaggio a Roma e Gerusalemme.
Partì quindi per Beneventum, che per alcuni sarebbe Benevento, in Italia, ma che potrebbe essere più probabilmente identificata con la città romana in Britannia Bannaventa (5 chilometri a est di Daventry nel Northamptonshire) al confine col territorio sassone (nel Monmouthshire). Lì fu eletto abate. La città era in rovina, ma Cadog convinse gli abitanti a ristabilirsi là e a ricostruire la città. Per ringraziarlo lo nominarono vescovo. Il 24 gennaio, comunque, quei luoghi furono invasi dai sassoni, e Cadog fu ucciso nella sua chiesa. Solo dopo molto tempo gli invasori restituirono il corpo del santo ai suoi seguaci e lui fu alla fine riportato e sepolto a Llancarfan. La sua tomba potrebbe essersi trovata sulla via per Llandefaelog Fach, dove era visibile una pietra oggi perduta, che recava il nome di "Catvc". Non avendo eredi, Cadog aveva preso accordi affinché i suoi domini andassero in eredità a re Meurig del Gwent, marito della sua giovane zia.
Cadoc, insieme a Illtud, sarebbe stato uno dei tre cavalieri che avrebbero custodito il santo Graal.

## Culto
La sua Memoria liturgica cade il 24 gennaio. Le reliquie di Caidoc sono venerate nella chiesa di Saint-Riquier (San Ricario) ad Amiens.